# Delgerhangay
Delgerhangay (mongoliska: Дэлгэрхангай Сум, Дэлгэрхангай, Delgerhangay Sum) är ett distrikt i Mongoliet.   Det ligger i provinsen Dundgobi, i den centrala delen av landet, 300 km sydväst om huvudstaden Ulaanbaatar.